# 80 Days
80 Days est un jeu vidéo de type fiction interactive développé et édité par Inkle, sorti en 2014 sur Windows, Mac, iOS et Android. Il s'inspire du roman Le Tour du monde en quatre-vingts jours de Jules Verne.

## Accueil

### Critique
- Eurogamer : Recommandé[1]
- Gamezebo : 4/5[2]
- The Guardian : 4/5[3]
- IGN : 9/10[4]
- Jeuxvideo.com : 17/20[5]
- PC Gamer : 91 %[6]
- Pocket Gamer : 9/10[7]
- The Telegraph : 5/5[8]
- TouchArcade : 4,5/5[9]

### Récompense
Lors de l'Independent Games Festival 2015, le jeu a remporté le prix de l'Excellence en Narration et été nommé pour le Grand prix Seumas-McNally ainsi que le prix de l'Excellence en Design.